# Élaine Richard
Pour les articles homonymes, voir Richard (patronyme).
Élaine Richard, née en 1962 à Havre-aux-Maisons aux Îles de la Madeleine, est une conteuse et porteuse de tradition québécoise,.

## Biographie
Elle fait son apparition dans la programmation officielle du Festival international Contes en Îles lors de sa 5e édition, en 2006. Elle fait ensuite régulièrement partie de la programmation officielle du festival. Elle s'y voit décerner le Prix du public en 2007 et le Prix Azade-Harvey en 2009.
En 2011, à l'occasion du 10e anniversaire du Festival international Contes en Îles, elle collabore avec le ministère de l'Éducation, des Loisirs et du Sport du Québec afin d'offrir une activité d'écriture aux élèves de 4e année de la province. À la suite de cette activité, une sélection de récits écrits par les jeunes fut publiée sous la forme d'un recueil, Raconte-moi ton île.
En 2017, La Fabrique culturelle produit une capsule dans laquelle Élaine Richard parle des premiers habitants des Îles de la Madeleine, accompagnée au violoncelle par François Guay.
En remporte en 2020 le Prix Coup de cœur de la communauté, notamment pour son rayonnement artistique et pour son travail auprès des jeunes. Elle remporte également en 2021 le Prix Mise en valeur du patrimoine vivant, en reconnaissance de la valeur de son travail de transmission du patrimoine immatériel des Îles de la Madeleine.

## Distinctions
- 2007 : Prix du public (décerné par le Festival international Contes en Îles)[1],[4]
- 2009 : Prix Azade-Harvey (décerné par le Festival international Contes en Îles)[4]
- 2020 : Prix Coup de cœur de la communauté (décerné par Arrimage, Corporation culturelle des Îles-de-la-Madeleine)[1],[7]
- 2021 : Prix Mise en valeur du patrimoine vivant (décerné par Arrimage, Corporation culturelle des Îles-de-la-Madeleine)[1],[8]